# Michelsenschule
Die Michelsenschule ist ein Gymnasium mit angeschlossenem Beruflichen Gymnasium (Schwerpunkte: Agrarwirtschaft bzw. Ökotrophologie), überregionaler landwirtschaftlicher Fach- und Berufsschule in Hildesheim. Die Michelsenschule hat durch die besonderer Konstellation, berufliche und allgemeine Bildung zu vereinen, einen besonderen Bildungsauftrag nach § 182 des Niedersächsisches Schulgesetz (NSchG).

## Abschlüsse
- Allgemeine Hochschulreife mit Wirtschaftslehre als verpflichtendes Prüfungsfach
- Staatlich geprüfter Wirtschafter
- Staatlich geprüfter Betriebswirt (Agrarwirtschaft)
- Landwirt (Ausbildungsberuf)

## Geschichte
Die Michelsenschule wurde 1858 von dem Theologen, Freimaurer und Gymnasiallehrer Konrad Michelsen am Dammtor in Hildesheim als erste private „Theoretische Ackerbauschule“ eröffnet. Die Schule zeichnete sich von Anfang an dadurch aus, das freie Denken der Schüler zu fördern und die Würde der Schüler zu achten. Dies ist auch heute das Leitbild der Michelsenschule und macht die wesentlichen Teile des „Michelsengeistes“ aus.
Nach der Bildung der Freiwilligen Feuerwehr Hildesheim wurde am 21. Juni 1884 nach dem Vorbild der „Freiwilligen Schülerfeuerwehr am Gymnasium Andreanum“ an der damaligen Landwirtschaftsschule ebenfalls eine Schülerfeuerwehr, die „Schülerfeuerwehr der Landwirtschaftsschule“ gegründet. Sie ist damit eine der ersten deutschen Jugend- bzw. Schülerfeuerwehren. Die Schülerfeuerwehr wurde aufgrund eines durch die Schulbehörde ausgesprochenen Verbotes einige Jahre später jedoch wieder aufgelöst.
Gegen Ende des Zweiten Weltkrieges wurde das Schulgebäude 1945 bei den Bombardierungen auf Hildesheim fast vollständig zerstört. In den Folgejahren wurde es durch finanzielle Mittel der Landwirtschaftskammer, des Landkreises Hildesheim, des Landes Niedersachsens und vor allem dem Verein alter Hildesheimer Michelsenschüler (VaH) wieder aufgebaut. Die 1963 gegründete Abteilung „Agraringenieurschule“ wurde bereits 1967 wieder geschlossen und an der Fachhochschule Osnabrück angegliedert. 1975 erfolgte die Zusammenlegung der wirtschaftlichen Frauenschule Trillke-Gut mit der Michelsenschule, wodurch es nun beide Geschlechter als Schüler an der Schule gab.
1991 wurde der Grundstein für den Erweiterungsbau gelegt, da aufgrund der wachsenden Schülerzahl bereits zahlreiche Schüler auf das Gymnasium Himmelsthür ausgelagert werden mussten. Der Neubau wurde 1994 fertiggestellt.
Seit 2004 steht neben der Michelsenschule die Brauhausschule für die Oberstufenjahrgänge zur Verfügung, da mittlerweile die 5. und 6. Klassen mit in die Schule integriert wurden.
Im Jahr 2008 besuchten mehr als 1.000 Schülerinnen und Schüler diese Ausbildungsstätte und es wurde 150-jähriges Jubiläum gefeiert. Schulleiter ist seit dem 1. März 2023 Andreas Block.

## Ableitungen
Das Konzept der Michelsenschule stand bis in die 1970er Jahre bei der Gründung mehrerer Schulen Pate. Zum Beispiel bestand 1883 bis 1965 die Landwirtschaftsschule Meinersen im dortigen Amtsschreiberhaus. Franz von Grutsch nutzte die Michelsenschule als Vorbild für das von ihm in Weinzierl gegründete Francisco Josephinum.

## Schulträger
Die Schulträgerschaft wurde 1976 von der Landwirtschaftskammer Hannover auf den Landkreis Hildesheim übertragen.

## Förderverein
Der „Verein alter Hildesheimer Michelsenschüler“ (V.a.H) weist mehrere tausend Mitglieder auf. Der „Fördererverein für die Michelsenschule e.V.“ steht der Schule seit 1977 hilfreich zur Seite.

## Ehemalige Schüler
- August Riekehof-Böhmer, Politiker
- Daniel Boschmann, Fernsehmoderator
- Bruno Eyron, Schauspieler
- Annika Wichmann, Fernsehmoderatorin
- Timo Hübers, Fußballspieler
- Alexander Jorde, Gesundheits- und Krankenpfleger